# Марш часу
«Марш часу» (англ. The March of Time) — серія американських короткометражних фільмів, що транслювались  з 1935 по 1951 рік. Мала найбільший і найтриваліший успіх серед будь-яких документальних фільмів.

## Постановка
«Марш часу» заснований за однойменним радіосеріалом, що транслювався з 1931 по 1945 рік.

## Нагороди
- «Марш часу» отримав Спеціальну нагороду у 1936 році — «за його значення для кінематографа та за те, що він здійснив революцію в одній з найважливіших галузей промисловості — кінохроніці.»[2].
- «Норвегія в бунті[en]» — цей епізод «Маршу часу» було номіновано на премію «Оскар» за найкращий документальний короткометражний фільм у 1942 році[3].
- «Африка, прелюдія до перемоги[en]» — цей епізод «Маршу часу» було номіновано на премію «Оскар» за найкращий документальний короткометражний фільм у 1943 році[4].
- «Молодь в кризі[en]» — цей епізод «Маршу часу» було номіновано на премію «Оскар» за найкращий документальний короткометражний фільм у 1944 році[5].
- «Атомна енергія[en]» — цей епізод «Маршу часу» було номіновано на премію «Оскар» за найкращий документальний короткометражний фільм у 1947 році[6].
- «Шанс на життя[en]» — цей епізод «Маршу часу» отримав премію «Оскар» за найкращий документальний короткометражний фільм у 1950 році[7].